# Айдарово (Зеленодольский район)
Айда́рово (тат. Айдар) — деревня в Зеленодольском районе  Республики Татарстан Российской Федерации. Входит в состав Кугушевского сельского поселения.

## География
Деревня находится в 1,5 километрах от реки Аря, 45 километрах к юго-западу от города Зеленодольск.

## История
Деревня основана в XVII веке. В начале XVIII века числилась чувашской деревней .
В XVIII — первой половине XIX веках жители относились к категории государственных крестьян, происходящих из ясачных татар (около 30% числились крещёными). Занимались земледелием, разведением скота, были знамениты как искусные жестянщики.
В «Списке населенных мест по сведениям 1859 года», изданном в 1866 году, населённый пункт упомянут как казённая деревня Айдарова 2-го стана Цывильского уезда Казанской губернии. Располагалась при овраге Авал-Урдазы-Гур, по правую сторону Казанского коммерческого тракта, в 51 версте от уездного города Цивильска и в 22 верстах от становой квартиры в казённом селе Можарка (Козмодемьянское). В деревне в 94 дворах жили 601 человек (294 мужчины и 307 женщин). Была мечеть.
Первый приход действовал со времени основания селения, была мечеть, в 1876 году сгорела, в 1878 году была построена новая, при ней был мектеб. В 1901 году сооружена мечеть второго прихода, открыт мектеб.
В начале XX века здесь действовали 2 мечети, медресе, 4 ветряные мельницы, 3 мелочные лавки. В этот период земельный надел сельской общины составлял 1020,8 десятин. 
До 1920 года деревня входила в Ново-Ковалинскую волость Цивильского уезда Казанской губернии. С 1920 года в составе Чувашской автономной области, с 22 сентября 1921 года в Свияжском кантоне ТАССР. С 14 февраля 1927 года в Нурлатском, с 1 февраля 1963 года в Зеленодольском районах.
В 1928 г. в деревне организован колхоз «Игенче» (первый председатель – В.Низамиев), c 1954 г. деревня в составе укрупненного колхоза им. Вахитова, с 1994 года коллективное предприятие, с 2000 года сельскохозяйственный производственный кооператив им. Вахитова, с 2003 года — подразделения акционерного общества «Красный Восток Агро».

## Население
| 1782 | 1859 | 1897 | 1926 | 1938 | 1949 | 1958 | 1970 | 1979 | 1989 | 2000 | 2002 | 2010 | 2017 |
| ---- | ---- | ---- | ---- | ---- | ---- | ---- | ---- | ---- | ---- | ---- | ---- | ---- | ---- |
| 127  | 601  | 936  | 763  | 772  | 575  | 502  | 466  | 384  | 298  | 269  | 261  | 210  | 215  |

Национальный состав
Согласно результатам переписи 2002 года, в национальной структуре населения села татары составляли 100% из 261 человека.

## Экономика
Полеводство, мясо-молочное скотоводство.

## Религия
Мечеть — памятник архитектуры начала XX века.

## Известные уроженцы
Айдарский (Валитов) Газиз Исхакович  (1898–1933) - актер, режиссер татарских драматических театров в городах Казань и Москва.